# Jamal Jarrah
Pour les articles homonymes, voir Jarrah (homonymie).
Jamal Jarrah (né en 1956) est un homme politique libanais.
Élu comme ministre de telecommunication 2016
Homme d'affaires, membre du Courant du Futur, il est élu en juin 2005 député sunnite de Rachaya-Békaa ouest, sur la liste de l'Alliance du 14 Mars.